# Elecciones parlamentarias de Albania de 1950
El 28 de mayo de 1950 se llevaron a cabo elecciones parlamentarias en la República Socialista Popular de Albania Los candidatos fueron nominados por el Frente Democrático, una organización subordinada del Partido del Trabajo Albanés. El Frente obtuvo los 121 escaños del parlamento, con una participación electoral del 99.4%.

## Resultados
| Partido                     | Votos   | %    | Escaños | +/- |
| --------------------------- | ------- | ---- | ------- | --- |
| Frente Democrático          | 626 005 | 98.2 | 121     | +39 |
| No pertenecientes al Frente | 11 573  | 1.8  | –       | –   |
| Votos en blanco/nulos       | 0       | –    | –       | –   |
| Total                       | 637 578 | 100  | 121     | +39 |
| Fuente: Nohlen & Stöver     |         |      |         |     |